# Théodore-Adrien Sarr
Théodore-Adrien Sarr (Fadiouth, 28 november 1936) is een Senegalees geestelijke en een kardinaal van de Katholieke Kerk.
Sarr volgde het kleinseminarie van Hann. Vervolgens studeerde hij filosofie en theologie aan het grootseminarie van Sebikhotane, en Latijn en Grieks aan de universiteit van Dakar. Op 28 mei 1964 werd hij tot priester gewijd. Hij werkte in de pastorale zorg in het aartsbisdom Dakar.
Op 1 juli 1974 werd Sarr benoemd tot bisschop van Kaolack; zijn bisschopswijding vond plaats op 24 november 1974. Van 1987 tot 2005 was hij tevens voorzitter van de bisschoppenconferentie van Senegal, Mauritanië, Kaapverdië en Guinee-Bissau. Op 2 juni 2000 volgde zijn benoeming tot aartsbisschop van Dakar. Hij was tevens voorzitter van de bisschoppenconferentie van Franssprekend Westelijk Afrika (2003-2009) en van die van Westelijk Afrika (2009-2014).
Sarr werd tijdens het consistorie van 24 november 2007 kardinaal gecreëerd. Hij kreeg de rang van kardinaal-priester. Zijn titelkerk werd de Santa Lucia a Piazza d'Armi. Sarr nam deel aan het conclaaf van 2013.
Sarr ging op 22 december 2014 met emeritaat.
Op 28 november 2016 verloor Sarr - in verband met het bereiken van de 80-jarige leeftijd - het recht om deel te nemen aan een toekomstig conclaaf.
- Bibliothèque nationale de France: cb16750570s (data)
- Gemeinsame Normdatei: 1073590348
- International Standard Name Identifier: 0000 0004 2845 7213
- Library of Congress Control Number: n2014201198
- Istituto Centrale per il Catalogo Unico: LIGV050073
- Système universitaire de documentation: 122588223
- Virtual International Authority File: 307171655
- WorldCat: E39PBJcWmKxGX9hJrW73j6MkjC